# Покровское (Гусевский район)
Покровское (до 1938 — Бибелен (нем. Bibehlen), до 1946 — Фалькенхаузен (нем. Falkenhausen)) — посёлок в Гусевском городском округе Калининградской области. Входит в состав Михайловского сельского поселения.

## Население
| 1910 | 1933 | 1939 | 2002 | 2010 |
| ---- | ---- | ---- | ---- | ---- |
| 146  | ↘125 | ↗129 | ↗141 | ↘131 |

## История
В 1938 году Бибелен был переименован в Фалкенхаузен.
20 января 1945 года Фалкенхаузен был взят войсками 3-го Белорусского фронта.
В 1946 году Фалкенхаузен был переименован в поселок Покровское.